# Élisabeth de Brandebourg-Kulmbach
Elisabeth de Brandebourg-Kulmbach (née en 1425 - après le 13 janvier 1465) princesse allemande née 
dans la lignée de Brandenbourg-Kulmbach, elle est deux fois duchesse de Poméranie par ses mariages.

## Origine
Elisabeth est la fille du Margrave Jean l'Alchimiste et de son épouse Barbara (1405–1465), fille de Rodolphe III de Saxe. Le père d'Elisabeth renonce à ses droits à la succession de Brandebourg et reçoit en compensation les domaines franconiens de la maison de Hohenzollern et la principauté de Bayreuth. Ses sœurs sont la reine du Danemark et de Norvège Dorothée et la marquise de Mantoue Barbara.

## Unions et postérité
Elisabeth épouse en premières noces le 27 aout 1440 le duc Joachim le Jeune de Poméranie-Szczecin. Cette union est destinée à sceller l'accord entre le Brandenbourg et la Poméranie.  Joachim meurt de la peste à Szczecin en 1451, après seulement onze années de mariage. Ils n'ont qu'un fils unique Otto III.
Le 5 mars 1454, Elisabeth épouse en secondes noces le duc Wartislaw X de Poméranie-Rugen fils cadet de fils cadet de Warcisław IX de Poméranie duc de Wolgast. Le couple a trois fils qui meurent prématurément:
- Svantibor (V) (né en 1454- † 1464 après le 3 mai).
- Ertmar (né en 1455 - †  1464 après le 3 mai).
- Christophe (né vers 1449/1450 - †  jeune).

Son fils  ainé Otto III est élevé à la cour de Brandebourg qu'il quitte en 1461 pour prendre le gouvernement de son duché. Il meurt à l'âge de 20 ans le 10 octobre 1464 de la peste qui sévissait de manière endémique en Poméranie. En cette même année 1464, les trois fils Elisabeth sont morts tout comme son père. Son second mariage est moins heureux que le premier. Elle a l'impression que son mari a l'intention de la tuer de prendre sa vie ou du moins d'intenter à son intégrité physique car il était anti-chrétien et impitoyable et prêt à tout pour sauvegarder ses intérêts et ses rentes. Elisabeth s'enfuit au Brandebourg. Elle renonce en faveur de son oncle l'électeur Frédéric II de Brandebourg à  Ückermünde, que lui avait donné Joachim comme douaire ainsi que Barth qui lui avait été promis lors de son mariage avec Warcisław X.
Pour Frédéric II de Brandebourg, le sort d'Elisabeth qui meurt en 1465 est un prétexte pour rompre les relations avec la Poméranie et revendiquer immédiatement la succession d'Otto III en s'appuyant sur une convention passée en 1338 entre le margrave Louis Ier de Brandebourg et le duc Barnim III de Poméranie. Le duc de Wolgast Warcisław X de Poméranie et le frère de ce dernier Éric II de Poméranie s'y opposent et un conflit s'engage qui ne se termine qu'en 1474 grâce à l'entremise de Henri de Mecklembourg-Stargard. Le duc Éric II de Poméranie conserve Szczecin mais les électeurs de Brandebourg s'octroient le titre de « Duc de Poméranie » et l'expectative d'une succession éventuelle sur le duché en cas d'extinction de la lignée de Wolgast.